# دبستان

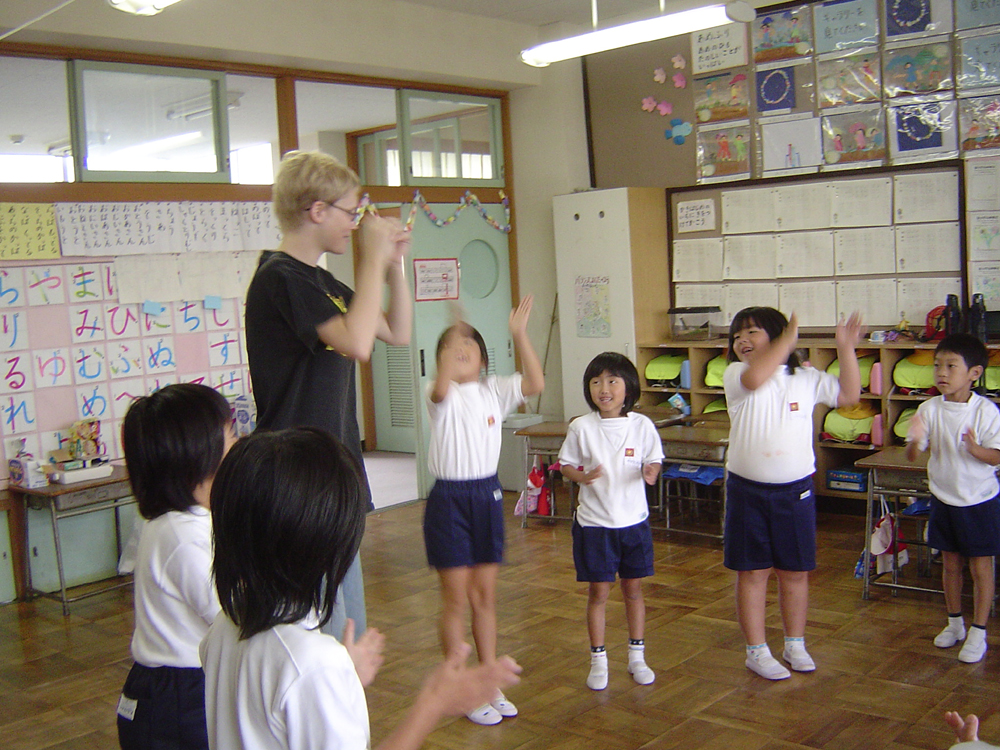
یک دبستان در ژاپن

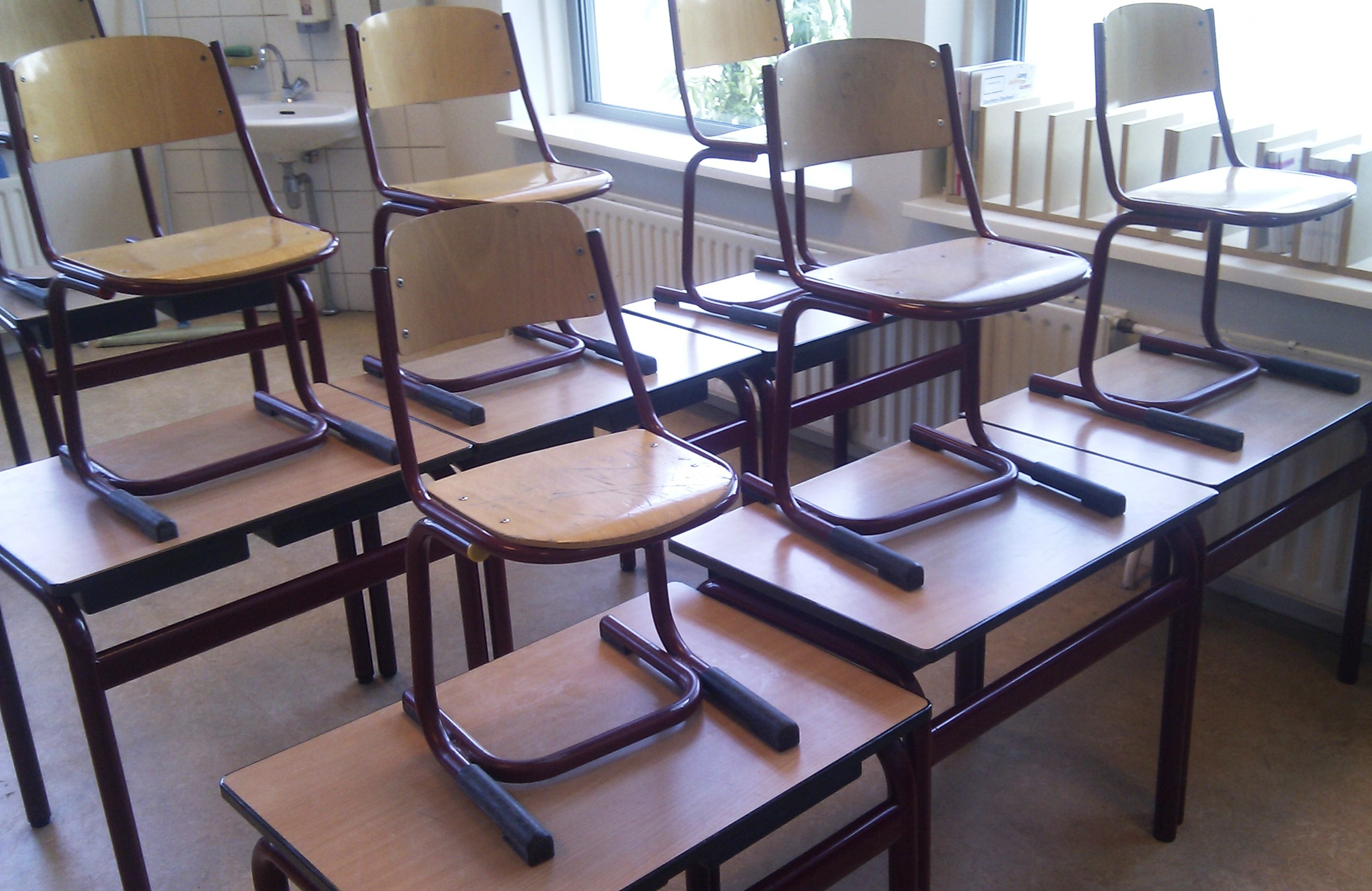
میز و صندلی‌های دانش‌آموزان در یک کلاس دبستان

دبستان یا مدرسهٔ ابتدایی (به فارسی دری: مکتب) آموزشگاهی برای آموزش ابتدایی کودکان ۴ تا ۱۰ ساله (و در بسیاری از کشورها، ۱۱ ساله) است. دوره ابتدایی پس از دوره پیش‌دبستانی و پیش از دوره متوسطه گذرانده می‌شود.
رده‌بندی استاندارد فرامرزی تحصیلات، دبستان و آموزش ابتدایی را به عنوان مرحله‌ای در نظر می‌گیرد که در آن، برنامه‌های آموزشی بیشتر برای یاد دادن مهارت‌های پایه‌ای در خواندن، نوشتن و ریاضی و ایجاد یک پایهٔ محکم برای یادگیری‌های بعدی طراحی می‌شوند.

## بر پایه کشور

### ایران
در ایران، در سال نخست دبستان، توانایی خواندن و نوشتن آموزش داده می‌شود و در کلاس‌های پسین، نوشتار بیشتر و آشنایی با مقدّمات دانش و فناوری آموزش داده می‌شود تا دانش‌آموز به دبیرستان یا راهنمایی راه پیدا کند. در ایران، مقطع دبستان به دو دوره هر کدام شامل سه پایه بخش‌بندی می‌شود. دوره‌ی اول از سال اول تا سوم و دوره‌ی دوم از چهارم تا ششم است.

## طراحی و معماری
دیزاین ساختمان آموزشگاه نیازمند توجه به کاربرد آن و اثرگذاری‌های گوناگونی است. ساختمان (یا محوطه آموزشگاه) باید دارای موارد زیر باشد:
- مناسب برنامهٔ درسی
- مناسب روش‌های آموزش
- مدیریت هزینه‌ها
- آموزش در چارچوب سیاست‌های کشوری
- بهره‌گیری از ساختمان همچنین در محیط اجتماعی
- امکان ایجاد محدودیت‌ها
- فلسفهٔ طراحی

هر کشوری نظام آموزشی و اولویت‌های گوناگونی خواهد داشت. آموزشگاه‌ها باید دانش‌آموزان، کارکنان، انبارها، سیستم‌های مکانیکی و الکتریکی، کارکنان پشتیبانی، کارکنان جانبی و مدیریت را در خود جای دهند. شمار اتاق‌های مورد نیاز را می‌توان از روی رول پیش‌بینی شده آموزشگاه و مساحت مورد نیاز تعیین کرد.
ساختمان ارائه‌دهنده آموزش باید نیازهای: دانش‌آموزان، آموزگاران، کارکنان پشتیبانی غیر آموزشی، مدیران و جامعه را برآورده کند. همچنین باید دستورالعمل‌های همگانی ساختمان‌های دولتی، پیش‌نیازهای بهداشتی، پیش‌نیازهای عملکردی کلاس‌ها، توالت‌ها و روشویی‌ها، برق و آب، تهیه و ذخیره کتاب‌های درسی و وسایل کمک آموزشی را رعایت کند.